# ختمی سه رنگ
ختمی سه رنگ، بستان گلی، گل یک ساعته (نام علمی: Hibiscus trionum) نام یک گونه از سرده ختمی است.